# Altes Rathaus (Dortmund)

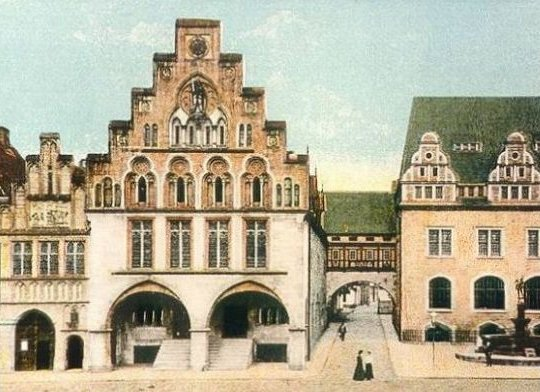
Darstellung des Ensembles um das Alte Rathaus mit neugotischen Schaugiebeln zum Alten Markt hin auf einer Ansichtskarte um 1920

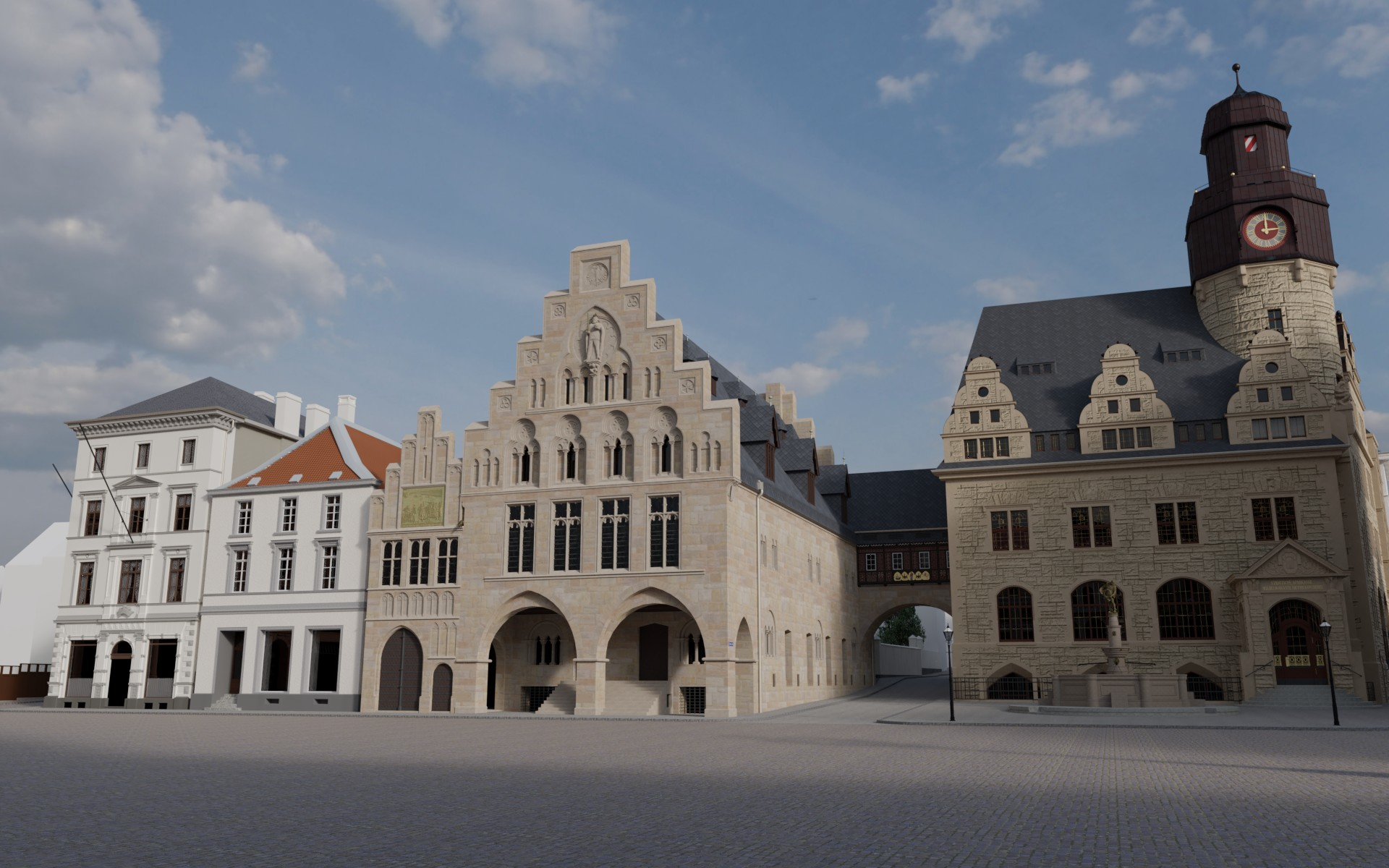
Virtuelle Rekonstruktion des Rathauses und seiner Nachbargebäude im Zustand des Jahres 1909

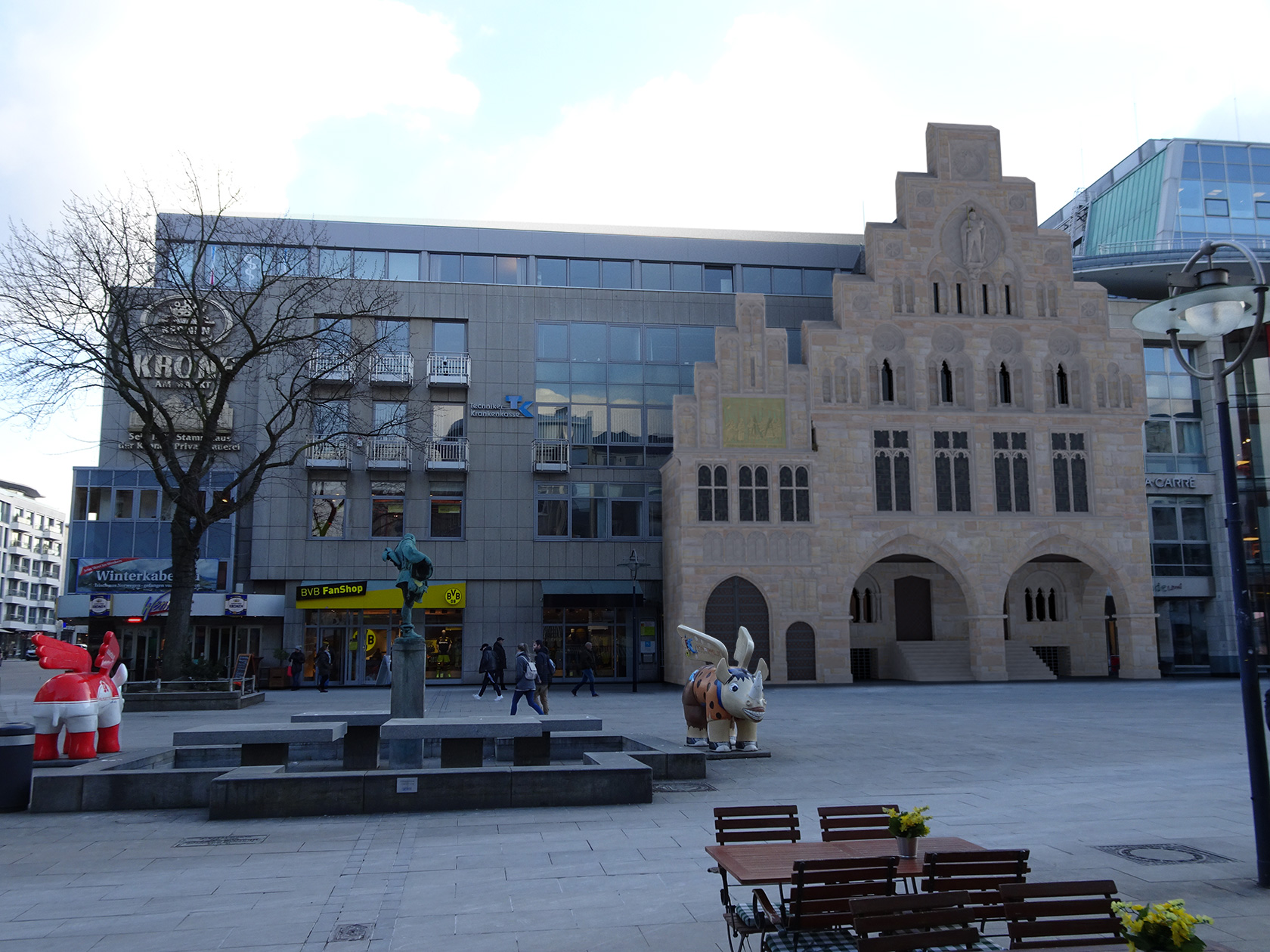
Lage des Rathauses im heutigen Stadtbild (Fotomontage). Die Bauflucht an der Südseite wurde nach dem Zweiten Weltkrieg nach Süden verschoben, daher würde das Rathaus heute hervorstehen.

Das Alte Rathaus in Dortmund war ein im Kern romanisches Gebäude und bis zu seiner Zerstörung 1943/45 und nachfolgendem Abriss der Ruine 1955 das älteste steinerne Rathaus des deutschen Sprachraums nördlich der Alpen. Es befand sich an der Südseite des Alten Marktes im Zentrum der einstigen Reichsstadt und bildete ein bauliches Ensemble mit der sich östlich anschließenden Schreiberei (auch Waage oder Brothaus genannt).

## Historische Ereignisse
Das Gebäude wurde am 19. Februar 1241 zusammen mit Brothaus, Fleischbänken, Schuhbänken und dem Richthaus durch den Rat der Stadt Dortmund vom Grafen von Dortmund erworben. Die Kaufurkunde ist erhalten und befindet sich im Stadtarchiv Dortmund. Sie ist zugleich das älteste Dokument, auf dem der Rat der Stadt Dortmund erscheint. Bereits zum Zeitpunkt des Ankaufs hatte das Bauwerk ein Ober- und ein Untergeschoss, wie aus dem Vertrag hervorgeht. Auch wird die herausragende Stellung des Gebäudes sichtbar, da es von allen Erwerbungen als erstes genannt wird.
Bereits seit seiner Funktionsübernahme als Gebäude des städtischen Rates war das Alte Rathaus mit der gerichtlichen Oberhoffunktion Dortmunds verbunden. 1241 bestimmte Dietrich von Kleve, dass die Bürger Wesels ihre Streitfälle, die dort nicht zu entscheiden waren, in Dortmund auf dem Rathaus vortragen sollten und um eine endgültige Regelung ersuchen sollten.
Durch die Chronik des Dietrich Westhoff ist überliefert, dass 1378, beim Besuch Karls IV. und seiner Frau Elisabeth von Pommern in der Reichsstadt, die Kaiserin im Alten Rathaus mit dem Rat und mit Mitgliedern vornehmer Familien der Stadt zusammentraf. Bei dieser Gelegenheit gab es dem Chronisten zufolge auch Musik und Tanz im Rathaus.

## Nutzungen
Im Mittelalter wurde das Rathaus für drei verschiedene, räumlich getrennte Nutzungszwecke verwendet: als Sitz des Rates, Ort des Niedergerichts sowie als Ort des Handels. Der Rat nutzte den großen Saal im Obergeschoss für Sitzungen und öffentliche Empfänge. Die große Halle im Erdgeschoss hinter den Lauben wurde von den Tuchhändlern als Gewandhaus verwendet. Dort wurden Tuche gelagert und gehandelt. Zur Funktionstrennung verfügten dabei alle Geschosse über eigene Eingänge.
Das Niedergericht tagte bis ins 16. Jahrhundert in den Lauben des marktseitigen Giebels. Der Stadtrichter saß hierzu auf der zehnten Stufe der Treppe. Den Gerichten kam dabei im mittelalterlichen Dortmund eine herausragende politische Bedeutung zu, da an ihnen der Übergang von einer Herrschaft des Grafen zu einer Herrschaft des Rates abzulesen ist. Der Stadtrichter fungierte wiederum als Vertreter des Rates beim Erwerb des Rathauses. Die achtzehn Ratsherren waren zugleich Schöffen des Gerichts. Erst mit der Einführung des römischen Rechts zwischen 1495 und 1521 zog das Gericht in den Ratssaal. Das hohe Blutgericht hingegen residierte nicht im Rathaus, sondern im Richthaus am Ostenhellweg.
Im Laufe der Jahrhunderte kamen weitere Einrichtungen hinzu, andere fielen weg. So werde durch Beurhaus für 1760 folgende Räumlichkeiten genannt: eine „große und kleine Ratsstube, die Cämmerei, die Rent-Cammer, die Rats-Registratur, das Stadt-Archiv, der Rats-Kornboden, die Hauptwache, samt allerhand Gefängnissen, Keller, Kriegs-Rüstungs-, auch Spritzen- und mehrere Feuergerätschafts-Remisen etc“. Anderes, wie die Nutzung als Brothaus für den Schreibereianbau, ist jedoch nicht historisch verbürgt. Vielmehr entstammt die Zuordnung dem späten 19. Jahrhundert und geht auf eine Verwechselung zurück. So gab es im Mittelalter am Markt zwar ein Haus, welches Brothaus und Waage in sich vereinte. Dieses lag jedoch an der Ostseite. Die Bezeichnung Stadtwaage für den Schreibereianbau geht ebenso auf das 19. Jahrhundert zurück, obwohl sich wahrscheinlich bereits seit Jahrhunderten die zu Eichzwecken verwendete Ratswaage im Rathaus befand.
Mit dem Ende der Reichsunmittelbarkeit diente das Rathaus ausschließlich Verwaltungszwecken sowie als Landgericht. Dementsprechend waren Erd- und Obergeschoss und kleine Zimmer unterteilt worden. Ein Ratssaal existierte nicht mehr.
Zwischen 1899 und 1905 beherbergte das Alte Rathaus die Sammlung des Städtischen Museums Dortmunds, heute das Museum für Kunst und Kulturgeschichte. Die hierfür verwendete Tuchhalle musste jedoch 1921 an die benachbarte Bücherei als Lesesaal abgegeben werden. Mit dem Umbau und der Vergrößerung des Kellers zog 1899 auch eine Gaststätte in das Untergeschoss des Rathauses ein.

## Baubeschreibung und Baugeschichte
Die zum Markt gerichtete Giebelseite des Rathauses hatte im Untergeschoss eine Laube mit zwei gotischen Bögen. Eine Treppe führte unter der Laube zur Halle des unteren Stockwerks. Im Obergeschoss des Hauses, über der Halle, befand sich ein weiterer Saal. An den Traufseiten des Gebäudes waren teilweise romanische Fensteröffnungen erhalten. An der Südseite befand sich als Anbau der Archivturm. Östlich grenzte die ehemalige Schreiberei an das Rathaus an. Beide Gebäude waren seit 1554 baulich verbunden.

### Anfänge (13. und 14. Jahrhundert)

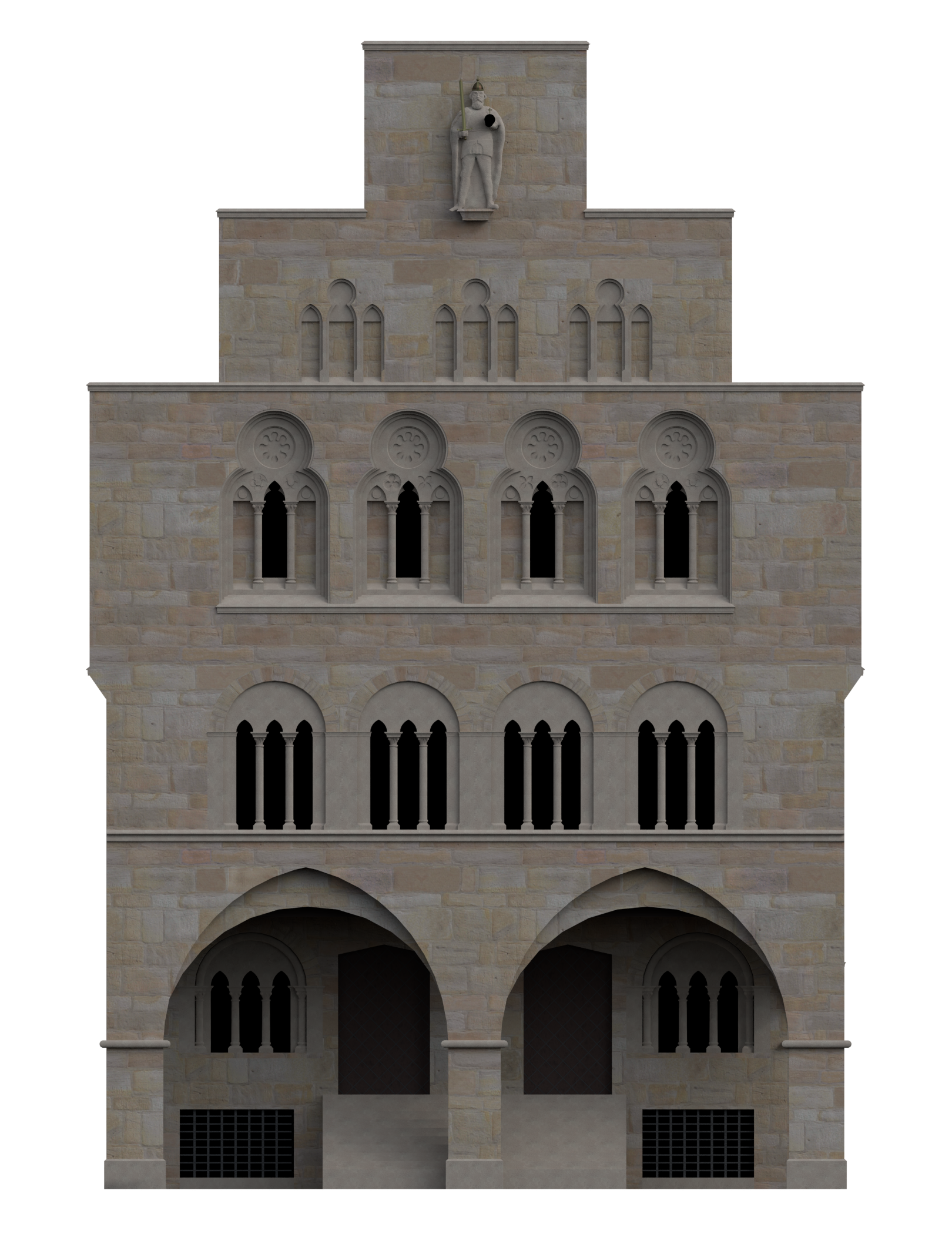
Rekonstruktion des marktseitigen Giebels um 1240 nach Eberhard G. Neumann

Wann mit dem Bau des Rathauses begonnen wurde, ist unbekannt. Am Häufigsten wird von einem Baubeginn unmittelbar nach dem großen Stadtbrand von 1232 ausgegangen. Reimann hingegen vermutet eine Entstehung bereits in der Stauferzeit im Zusammenhang mit dem Bau der Marienkirche als Pfalzkapelle. Bei der Wiederherstellung ab 1897 wurden Brandspuren entdeckt, welche sowohl 1232 als auch beim Stadtbrand von 1297 entstanden sein können. Ebenso ist unklar, ob es einen Vorgängerbau gab. Teilweise wird vermutet, dass ein solcher Bau in der Nähe der Reinoldikirche am Ostenhellweg gelegen hat. Andererseits gibt es wegen des Verlusts des städtischen Archivs 1232 keinerlei Unterlagen mehr darüber. Erstmals urkundlich erwähnt wurde das Gebäude in der bereits erwähnten Urkunde betreffend die Regelung von Streitfällen für die Bürger von Wesel.
Zum Zeitpunkt seiner Errichtung war das Rathaus noch freistehend und gliederte sich in vier Einheiten: den Lauben unter dem Nordgiebel als Niedergericht, der Tuchhalle im Erdgeschoss, dem Keller als Lagerraum und dem Ratssaal im Obergeschoss mit Zugang über eine Außentreppe an der Südostecke. Der Anbau der Schreiberei existierte noch nicht. Nach dem Stadtbrand von 1297 musste das Rathaus renoviert werden. Kurz nach 1300 zog dann das Gewandhaus in ein separates Gebäude am Markt. Die Halle im Erdgeschoss wurde in ein Lager umgebaut. Dabei sind alle Türen und Fenster an der Längswand im Erdgeschoss zugemauert und stattdessen schmale Oberlichter hereingebrochen worden. Dieser Zustand blieb bis zur Renovierung 1897 erhalten. Die Vermauerungen sind auf Fotos aus der Zeit gut erkennbar.
Im Jahr 1350 erfolgte dann unter Leitung von Meister Wilhelm von Hamm ein tiefgreifender Umbau. Nun wurden auch die seitlichen Öffnungen zugemauert und stattdessen an der Nord- und Südseite große Kreuzpfostenfenster in die Giebel gebrochen. Während für die Zeit davor eine freitragende Deckenkonstruktion angenommen wird, kamen nun vier Stützen im Ratssaal hinzu, welche mittig auf einer Linie im Raum standen. Im Erdgeschoss befanden fortan acht Stützpfosten. Als weitere Änderung wurden in der Nordwand des Ratssaals noch zwei Nischen eingefügt, welche liturgischen Handlungen vor Ratssitzungen oder Gerichtsverhandlungen dienten. Eine fungierte dabei als Lavabo, die andere nahm einen Reliquienbehälter auf. Nischen wurden ferner auch in den Pfeilern der Nordwand im Ratssaal eingefügt. Sie nahmen Kästen mit Urkunden auf. Der Archivturm war noch nicht errichtet. Drei der Urkundenbehälter haben sich bis heute erhalten. In dieser Fassung präsentierte sich das Rathaus beim Besuch Kaiser Karls IV 1377 und Kaiserin Elisabeths 1378.

### Wandel zum Verwaltungsgebäude (15. und 16. Jahrhundert)

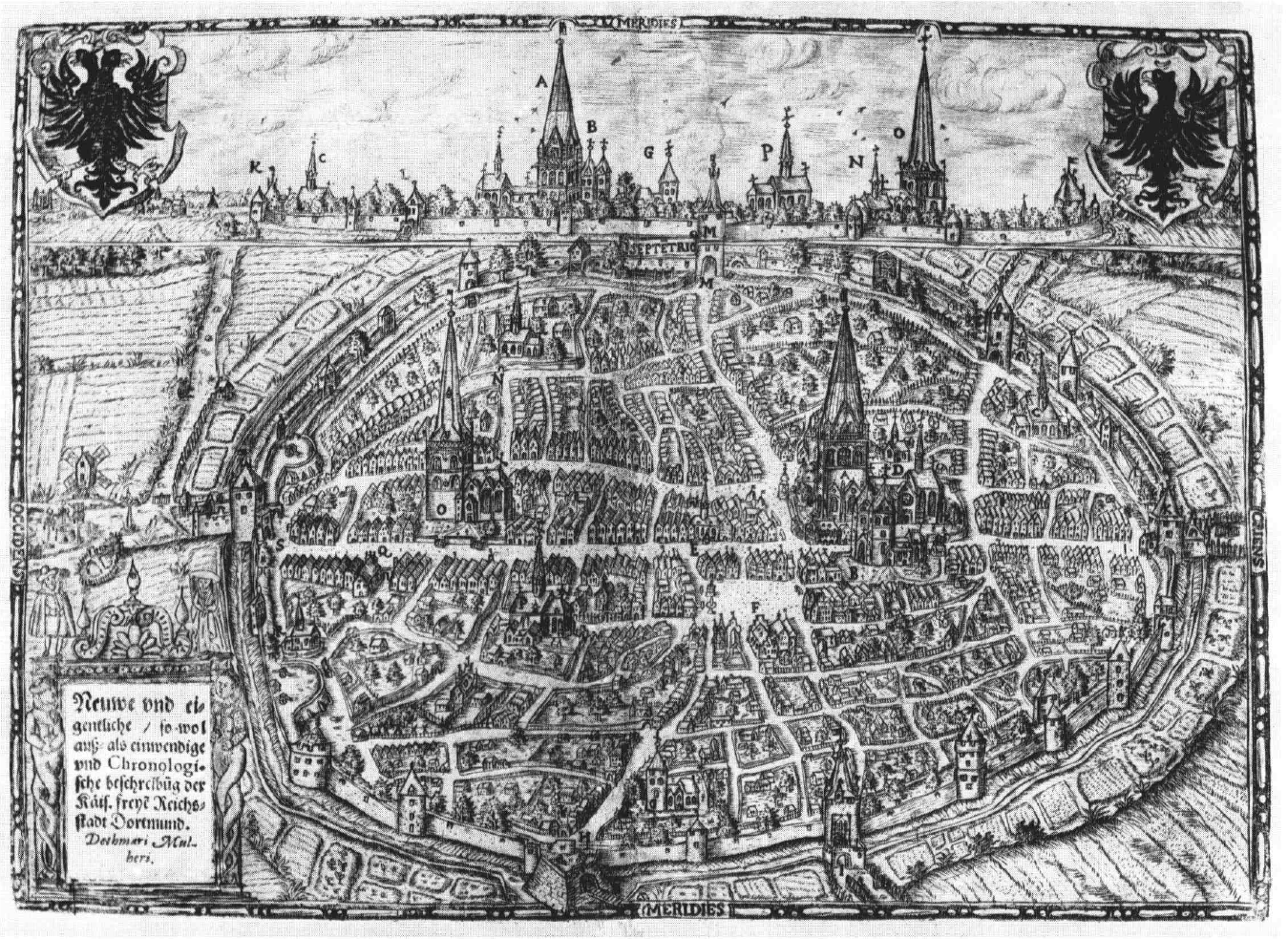
Dortmund um 1610, Kupferstich von Detmar Mulher. Im Plan ist das Rathaus mit F markiert.

Um 1400 wurde der Ratssaal im Obergeschoss das erste Mal unterteilt. Am Südgiebel entstanden eine große Stube für Gerichtssitzungen und eine Schreibstube. Es wurden nun auch vermehrt Gerichtsprozesse des Hoch- oder Blutgerichts (Richthaus) im Rathaus verhandelt. Der restliche Teil des Obergeschosses wurde weiterhin als Ratssaal genutzt. Dabei wurde es auch mit Fresken ausgemalt, möglicherweise durch Conrad von Soest selbst. Bei der Sanierung wurden 1897 noch Reste dieser Malereien an der Südseite im Bereich der großen Stube aufgefunden. Im Zuge dieses Umbaus wurden die beiden Nischen an der Ostseite bereits wieder vermauert.
Im 16. Jahrhundert wandelte sich das Rathaus immer mehr zu einem Verwaltungsgebäude. 1510 wurde die Außentreppe zum Ratssaal an der Südostecke abgebrochen. An ihre Stelle trat ein neuer Zugang aus der Tuchhalle heraus. Die Treppe wurde dabei an der Nordostecke hinaus in den Bereich der Lauben geführt. Gleichzeitig wurde die Vorhalle grundlegend umgestaltet. Zu beiden Seiten der Treppe wurden Gadder ergänzt. Auch die beiden seitlichen, bisher als Durchgänge dienenden Bögen wurden vermauert. Dieser Zustand, einschließlich der Treppe, blieb bis zum Umbau von 1897 erhalten und ist auf Fotos dokumentiert. Zu dieser Zeit zog auch das Niedergericht in das Obergeschoss um, wahrscheinlich im Zusammenhang mit der Einführung des römischen Rechts anstelle des bisherigen sächsischen. Die Vorhalle diente von nun an allein Zugangszwecken.
Mitte des 16. Jahrhunderts folgten dann die beiden einzigen Erweiterungen des Rathauses. 1546 wurde der Archivturm an der Südseite durch Bernd von Deventer angebaut. Dafür musste die Fenstereinteilung geändert werden. Waren es zuvor wie an der Nordseite je vier Fenster gewesen, gab es jetzt nur noch jeweils drei, von denen eines exakt mittig im Giebel saß. 1554 folgte dann die Schreiberei an der Ostseite, welche im Obergeschoss mit dem Rathaus verbunden war. Das Erdgeschoss des Anbaus diente als Wagenhaus und war nach Süden offen.
Auch im Inneren gab es im 16. Jahrhundert, unabhängig von den bereits beschriebenen Umbauten, Veränderungen. So wurden zwei Kachelöfen und zwei Kamine installiert. Von einem der Kachelöfen – er wurde 1572 durch Meister Anton Wennedahl aus Köln konstruiert – wurden beim Umbau 1898 noch Reste gefunden, nach denen ein neuer Ofen rekonstruiert wurde. Die Bruchstücke befinden sich heute im Museum für Kunst und Kulturgeschichte. Auch Sandsteinreste eines Kamins konnten 1898 als Vorlage verwendet werden. Ferner wurden nun auch die Decken bemalt. Im Keller wiederum wurden in dieser Zeit Teile eingewölbt und unterteilt zwecks Herstellung sicherer Verliese für Gefangene.
Aus dem Jahre 1610, unmittelbar vor Beginn des Dreißigjährigen Krieges und dem Niedergang der Stadt, liegt mit dem Stadtplan von Detmar Mulher die älteste gesicherte Darstellung des Rathauses vor. Durch die Ansicht von Süden und die relativ kleine und in Teilen ungenaue Darstellung lassen sich Einzelheiten nur eingeschränkt feststellen. Erkennbar ist jedoch, dass das Rathaus über zwei gotische Treppengiebel verfügte. Auch die Fenstereinteilung passt zu den Befunden. Möglicherweise zeigt auch bereits der in der Propsteikirche befindliche Rosenkranzaltar von Meister Hilgardus aus dem Jahre 1523 den Treppengiebel des Rathauses. Dies ist jedoch nicht abschließend gesichert.

### Niedergang (17. bis 19. Jahrhundert)

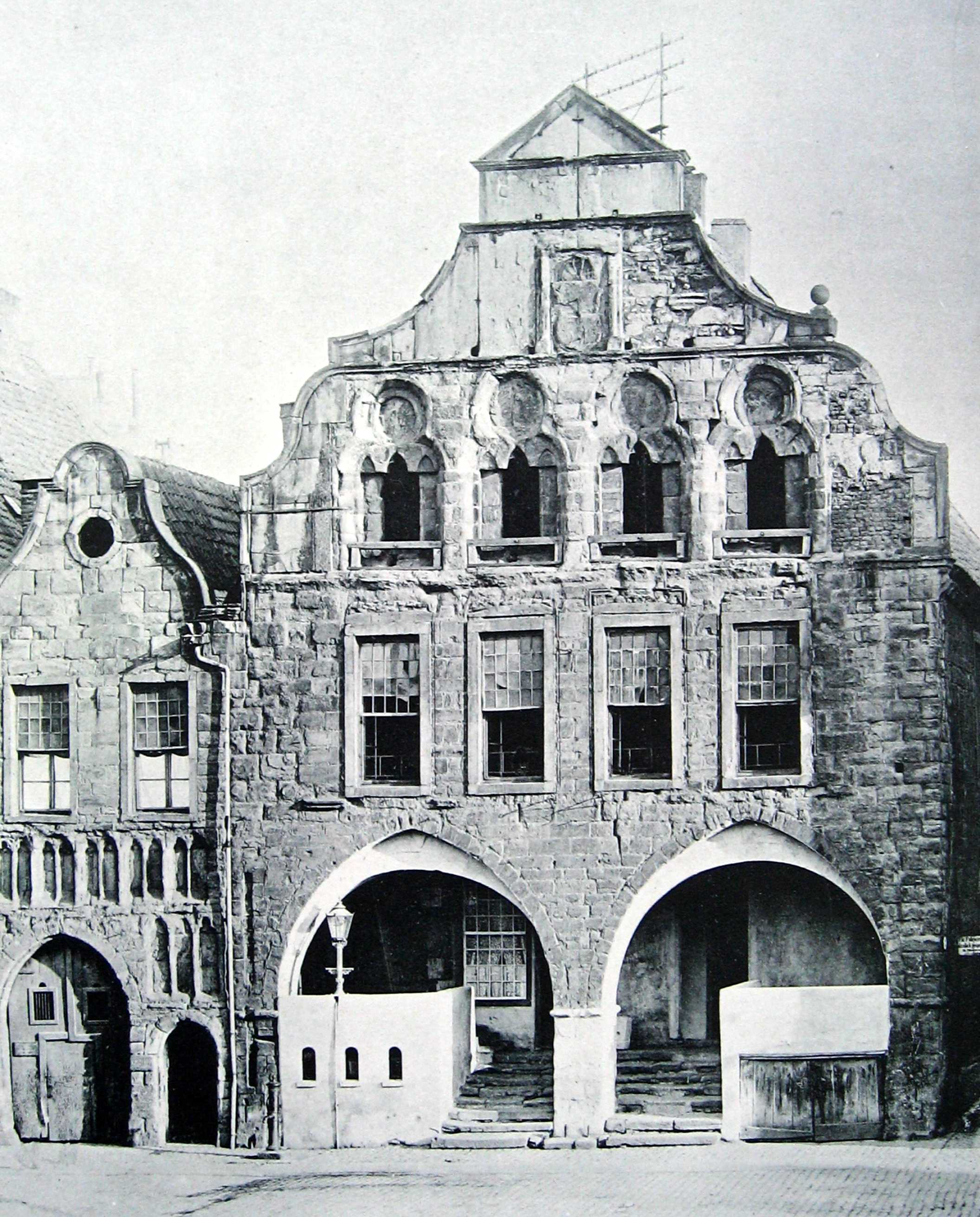
Das Alte Rathaus, rechts, 1894 von der Marktseite, kurz vor der Instandsetzung, noch mit barockem Giebel. Links schließt sich die Waage an.

Mit Beginn des 17. Jahrhunderts wurden nur noch Ausbesserungen am Rathaus durchgeführt. Im Jahre 1608 mussten Teile des Giebels abgenommen und erneuert werden. Nach Kullrich lag die Ursache in dem schnell verwitternden Kohlensandstein, welcher bei den späteren Umbauten verwendet wurde. In Zusammenhang mit diesem Umbau wird auch erstmals von einer Figur Karls des Großen am marktseitigen Giebel berichtet. Die Figur war bemalt. Weitere Reparaturen erfolgten im Jahr 1652. 1686 musste das Dach erneuert werden. 1708 hatte der nördliche Giebel bereits eine bedrohliche Schräglage erreicht, was sofortige Baumaßnahmen erforderte.
Im Jahr 1740 musste dann jedoch der gotische Treppengiebel hin zur Marktseite wegen Baufälligkeit abgebrochen werden. An seiner Stelle wurde ein barocker Ziergiebel errichtet, welcher bis 1897 bestand. 1767 wurde der Giebel der Schreiberei in gleicher Weise erneuert. Mit dem Verlust der Reichsunmittelbarkeit 1805 zog die oranisch-nassauische Verwaltung sowie das Landgericht in das Gebäude ein. Dies bedingte weitere Umbauten, insbesondere eine neue Zimmereinteilung, welche bis zum Umbau 1897 Bestand hatte. Diese Neueinteilung wiederum erforderte den Durchbruch neuer Fenster verschiedener Größe an den Längsseiten, was ohne Rücksicht auf das bestehende Quadermauerwerk geschah. 1811 wurde der südliche Giebel vollständig abgebrochen und in Fachwerk neu errichtet. Auch das Dach wurde zu dieser Zeit erneuert, jedoch nicht wie zuvor in Schiefer, sondern mittels Dachpfannen. Nach Kullrich war das neue Dach jedoch von geringer Qualität und bedingte zahlreiche Feuchtigkeitsschäden. Ab der Mitte des 19. Jahrhunderts war das historische Gebäude deutlich sanierungsbedürftig.
1847 wurde erstmals ein Neubau erwogen. 1849 wurde dazu ein Rathausbaufond gegründet, welcher über signifikante Geldmittel verfügte. Als Bauplatz wurde der bisherige Standort favorisiert. Der hierfür notwendige Abbruch des historischen Gebäudes war jedoch wegen seiner Nutzung als Landgericht und Landratsamt problematisch, da für beide Mieter zuvor andere Räumlichkeiten geschaffen werden mussten. Im Jahr 1858 zog das Landgericht in den hierfür errichteten Neubau an der Betenstraße an der Ecke zum Südwall. 1859 wurde erstmals durch die Stadt der Abbruch beantragt, welcher jedoch in Folge eines Gutachtens Wilhelm Lübkes und der Intervention des Konservators von Quast durch die preußischen Behörden abgelehnt wurde. Im weiteren Verlauf plädierte von Quast eindringlich für den Erhalt zumindest der Marktfront, welcher er eine große Bedeutung beimaß. Sie sollte nach seinen Vorstellungen in einen zu errichtenden Neubau integriert werden.

Grundriss Erdgeschoss vor 1897
Grundriss Obergeschoss vor 1897
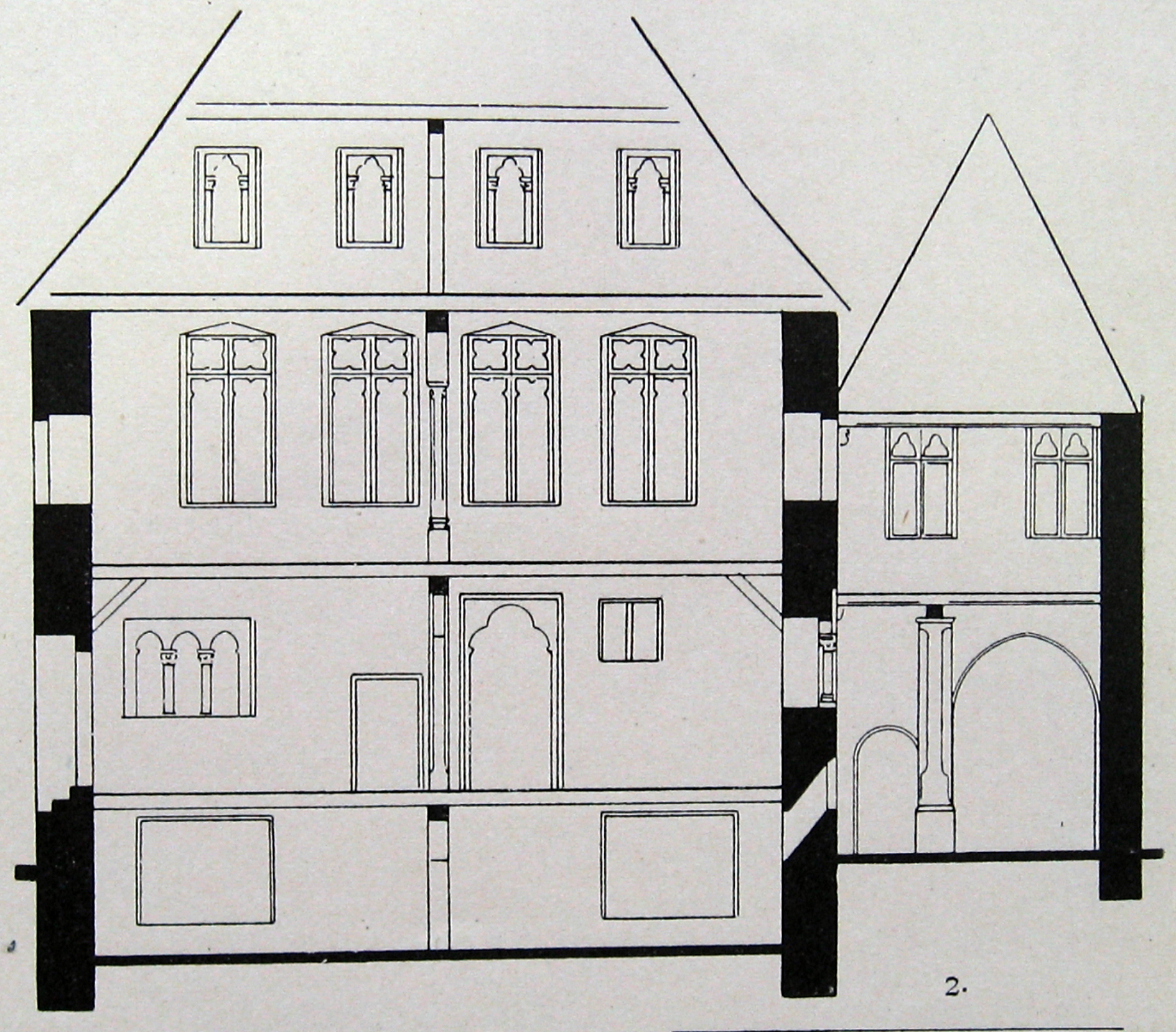
Schnittzeichnung von 1894
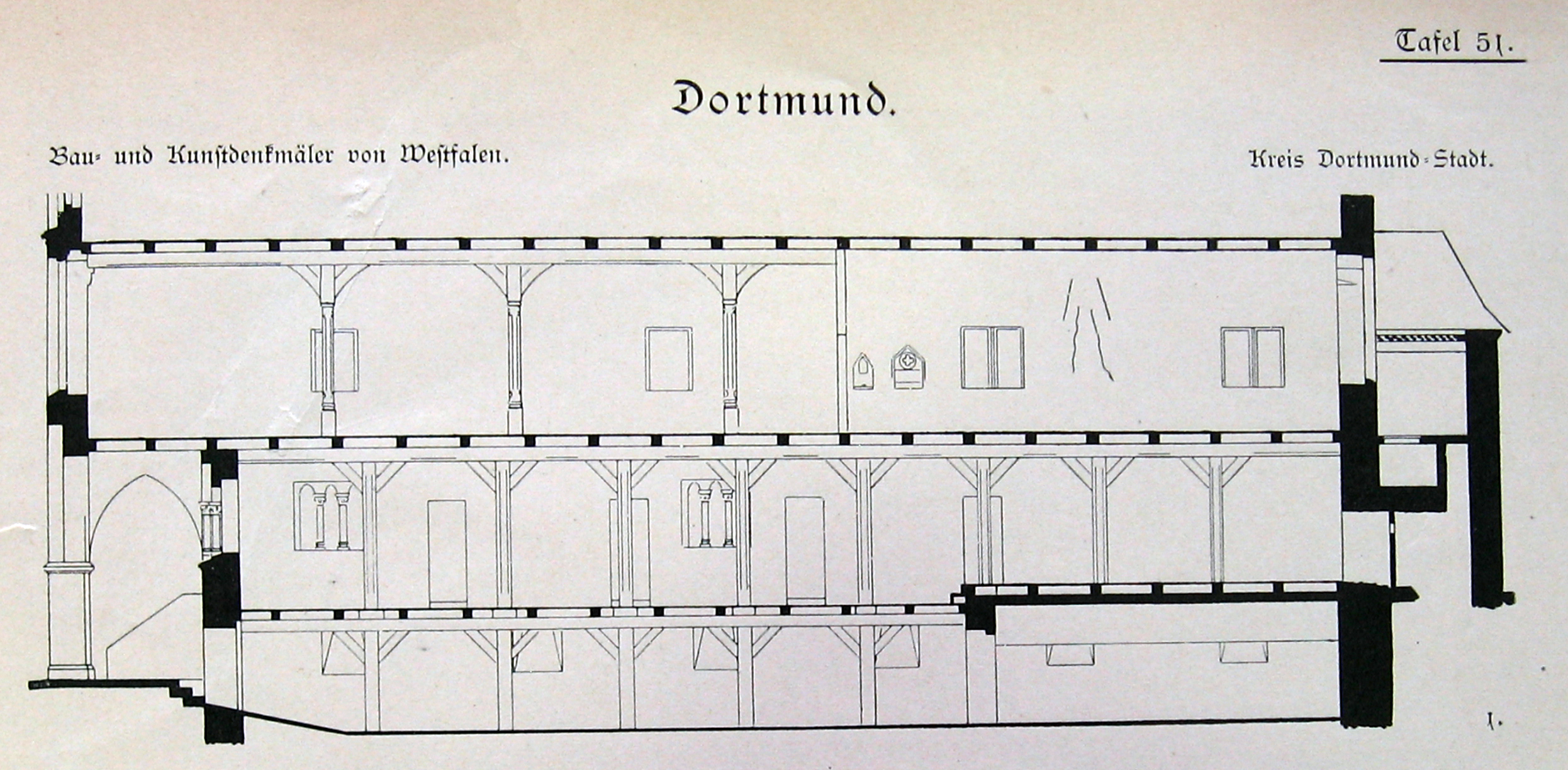
Schnitt durch das Rathaus als einem der Kunstdenkmäler Dortmunds 1894

### Erster Wettbewerb (1868–1869)
1867 begann der Magistrat nach dem Kauf der Mellmann'schen Besitzung (Markt 16 1/2) den Neubau zu forcieren. Hierzu wurde ein Programm mit Anforderungen erarbeitet und seitens der Stadtverordnetenversammlung ein Wettbewerb beschlossen. Bereits zu diesem Zeitpunkt gab es jedoch Zweifel am Bauplatz, weshalb einige Stadtverordneten den Erwerb weiterer Grundstücke vor einem Bau forderten. Auch die Wettbewerbskommission hielt hierzu später fest, dass es auf Grund des „ungünstigen und beschränkten Bauplatze[s]“ eine schwierige Aufgabe gewesen sei. Ziel des Wettbewerbs war ein Verwaltungsgebäude für eine Stadt von 50.000 Einwohnern zu errichten. Dortmund besaß 1868 zum Zeitpunkt des Wettbewerbs 36.435 Einwohner. Bereits 1873 war jedoch die avisierte Einwohnerzahl überschritten. Trotz der Schwierigkeiten konnten unter den 22 Einsendungen drei Preise vergeben werden. Der mit 500 Talern prämierte Siegerentwurf stammte von den Architekten Julius Flügge und Jakob Marchand.
Nach Durchführung des Wettbewerbs wurde jedoch der Abriss unerwartet durch das Kultusministerium untersagt. Dagegen ging die Stadt vor, in dem sie ihrerseits Gutachten von Viollet-de-Duc und C. W. Hase vorlegte. Beides hatte den gewünschten Erfolg und der Abbruch wurde 1869 seitens des Konservators Quast und der Bezirksregierung genehmigt. Das Vorhaben musste jedoch aus finanziellen Gründen zurückgestellt werden. Auch gab es in der Folge andere Dinge, wie die Aufstellung von Bebauungsplänen, die Errichtung einer Kanalisation, den Bau von Straßen sowie eine generell höhere Bautätigkeit, welche Kapazitäten banden. Auch fehlte dem Projekt eine Führungsperson. Trotz allem wurde das Vorhaben nicht vollständig aus den Augen verloren und es wurden weitere Nachbargrundstücke erworben. Bis 1890 gelangten auf diesem Weg insgesamt acht Nachbarhäuser in den Besitz der Stadt, darunter das Pottgießer'sche Haus (Markt 12), Markt 16 2/2 und das Geburtshaus von Friedrich Arnold Brockhaus (Wißstraße 2 1/3). Dennoch kamen erneut Zweifel am Bauplatz und seinem beschränkten Platzangebot auf.

### Zweiter Wettbewerb (1891)

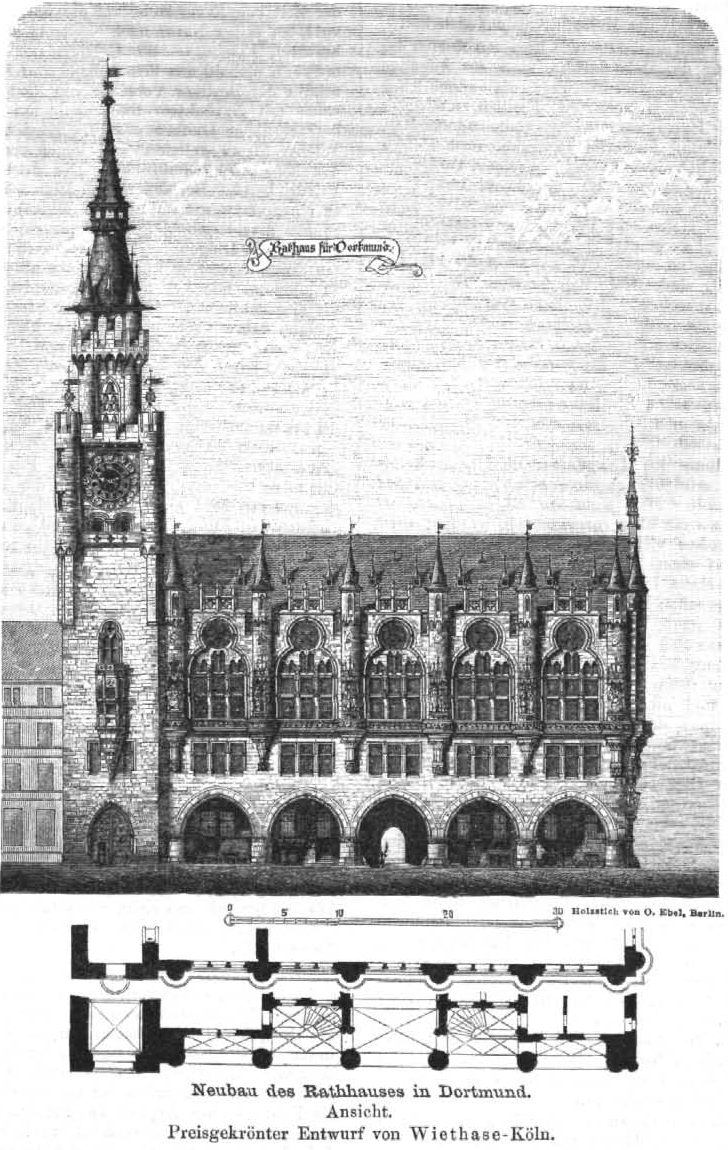
Preisgekrönter Entwurf von Heinrich Wiethase im zweiten Wettbewerb zum Neubau des Dortmunder Rathauses 1891

Meyers Konversationslexikon von 1888 erwähnt das Rathaus als Sehenswürdigkeit in Dortmund, stellt jedoch fest, dass es zum Abriss bestimmt sei, um einem Neubau zu weichen. Hierzu unternahm die Stadtverordnetenversammlung am 17. März 1890 einen neuen Anlauf und genehmigte 5.000 Mark für vorbereitende Maßnahmen. Beschleunigt wurde dies durch den teilweisen Einsturz der Gebäude Wißstraße 2 1/3-3/3 Ende Juni 1891, in dessen Folge auch die Häuser Markt 16 1/2 und Markt 16 2/2 abgebrochen werden mussten.
Es wurde ein neuer Wettbewerb ausgeschrieben. Wie schon im ersten Wettbewerb sollte die Balkenstraße durch den Neubau überspannt werden. Seitens des Dortmunder Bauamtes wurde hierfür Grundrisse erarbeitet, von dem die Entwürfe nur unwesentlich abweichen durften. Aufgabe war vielmehr die künstlerische Gestaltung des Gebäudes. Es sollten die Schauseiten zum Markt und zur Wißstraße sowie verschiedene Aspekte der Innenarchitektur erarbeitet werden. Am 11. Oktober 1891 wurde der Entwurf des Kölner Architekt Wiethase zum Sieger erklärt. Auf dem zweiten Platz folgten die Entwürfe von Stier und Vollmer. Der Entwurf überzeugte die Preisrichter insbesondere durch die Gliederung der Marktfront und die Proportionen des Turms. Zudem griff er architektonische Elemente des alten Rathauses auf, vergrößerte sie jedoch deutlich.
In Folge des Abbruchs der Häuser zwischen Balken- und Wißstraße wurde jedoch auch die westliche Mauer des Rathauses mit ihren Spuren aus den verschiedenen Umbauphasen gut sichtbar. Daraufhin erstellte Friedrich Kullrich am 15. Oktober 1892 ein erstes Memorandum für die Nutzung des alten Rathauses als Museum, was in der Folge 1893 zur Genehmigung von 2850 Mark für notdürftige Instandsetzungsarbeiten führte. Nun begann Kullrich einerseits eine Bauaufnahme des Gebäudes durchzuführen. Andererseits forcierte er Planungen für ein Stadthaus an der Olpe, welches die gesamte Verwaltung aufnehmen sollte. 1896 folgte dann eine Spende von 50.000 Markt durch den Brauer und Kunstsammler Joseph Cremer für die Wiederherstellung des Rathauses. Auch Oberbürgermeister Schmieding begann sich nun für das Gebäude einzusetzen.

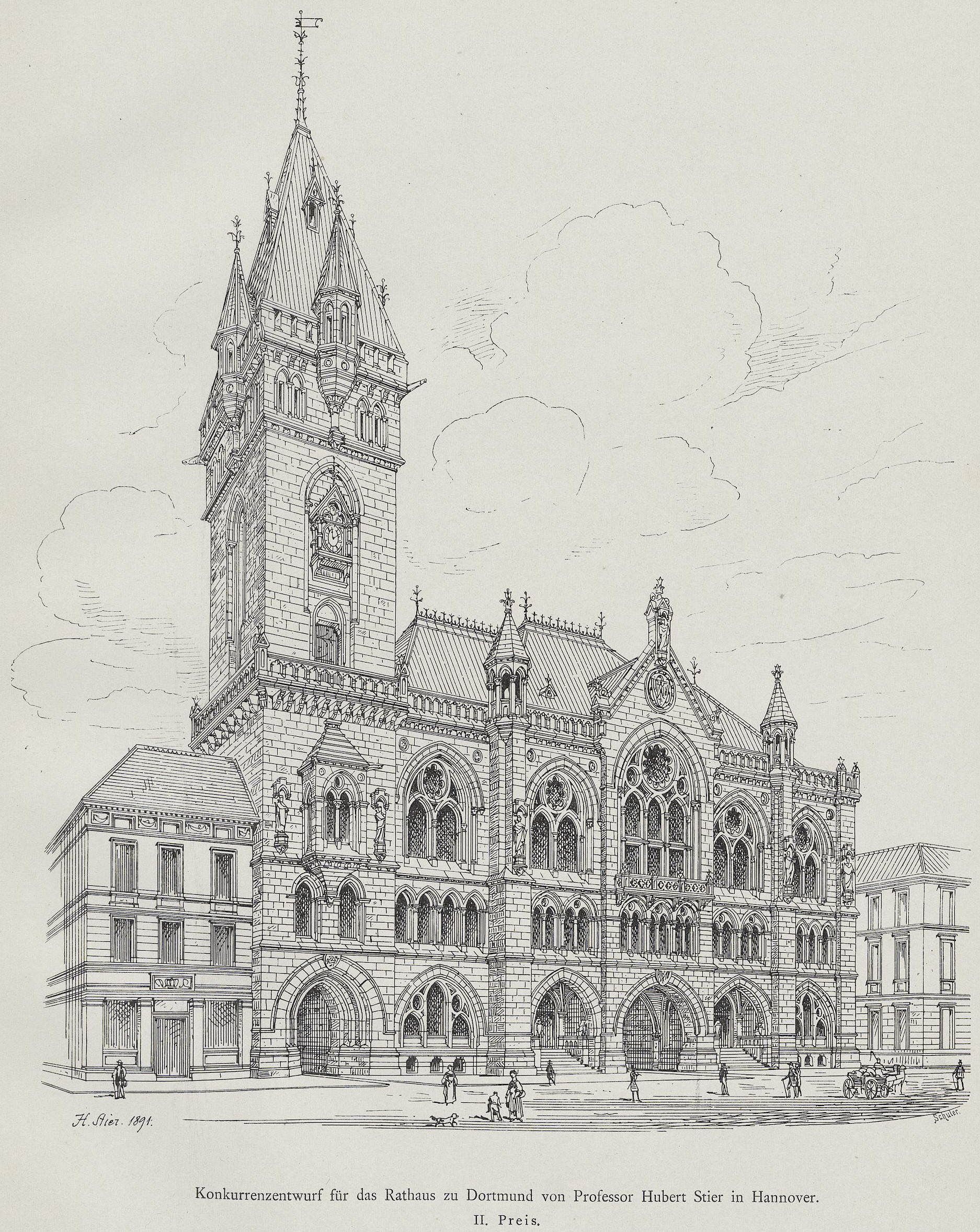
Entwurf von Hubert Stier zum zweiten Wettbewerb, 1891 (2. Platz)
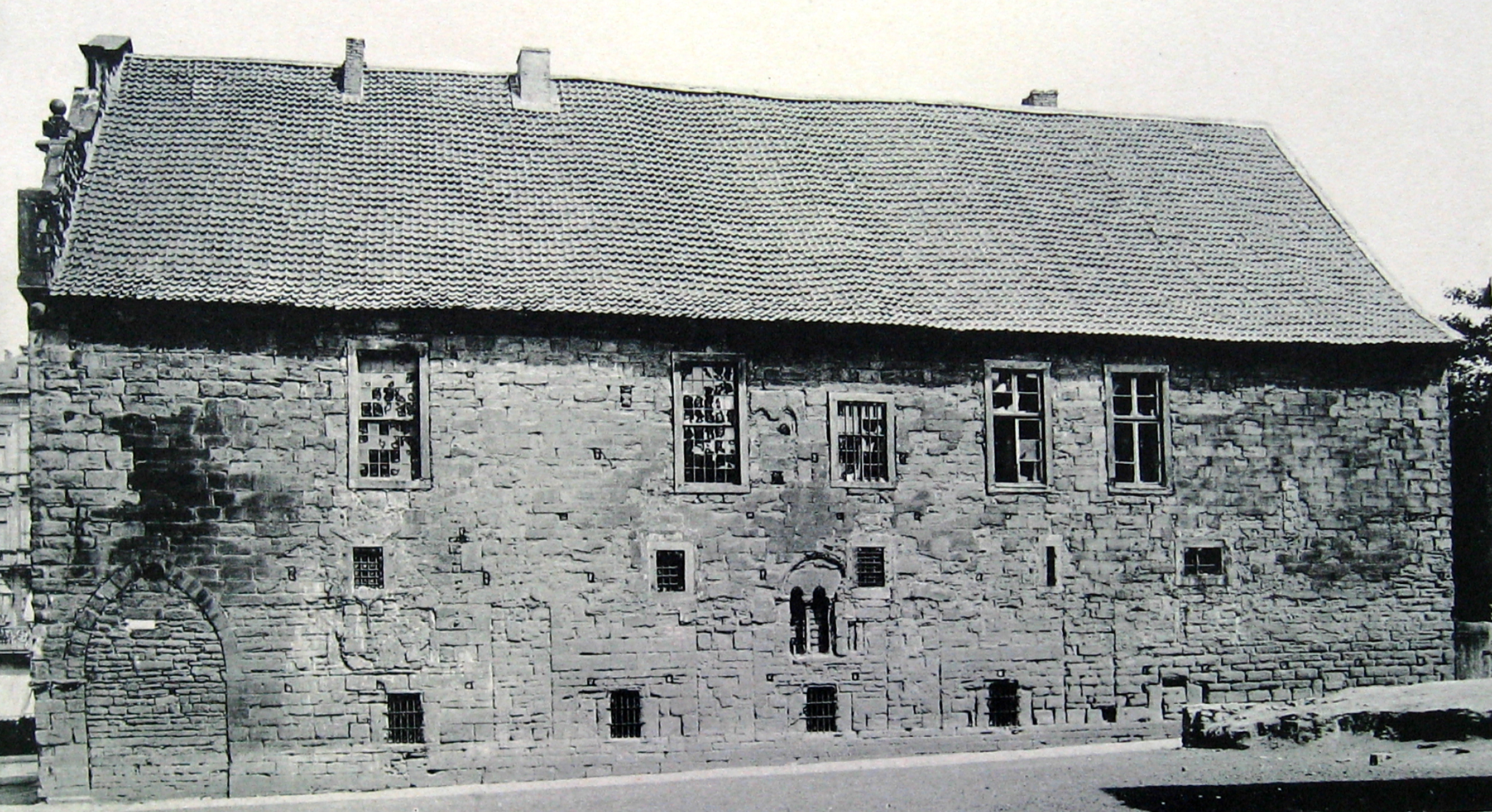
Traufseitige Ansicht von Westen 1894

### Restaurierung durch Friedrich Kullrich (1897–1899)

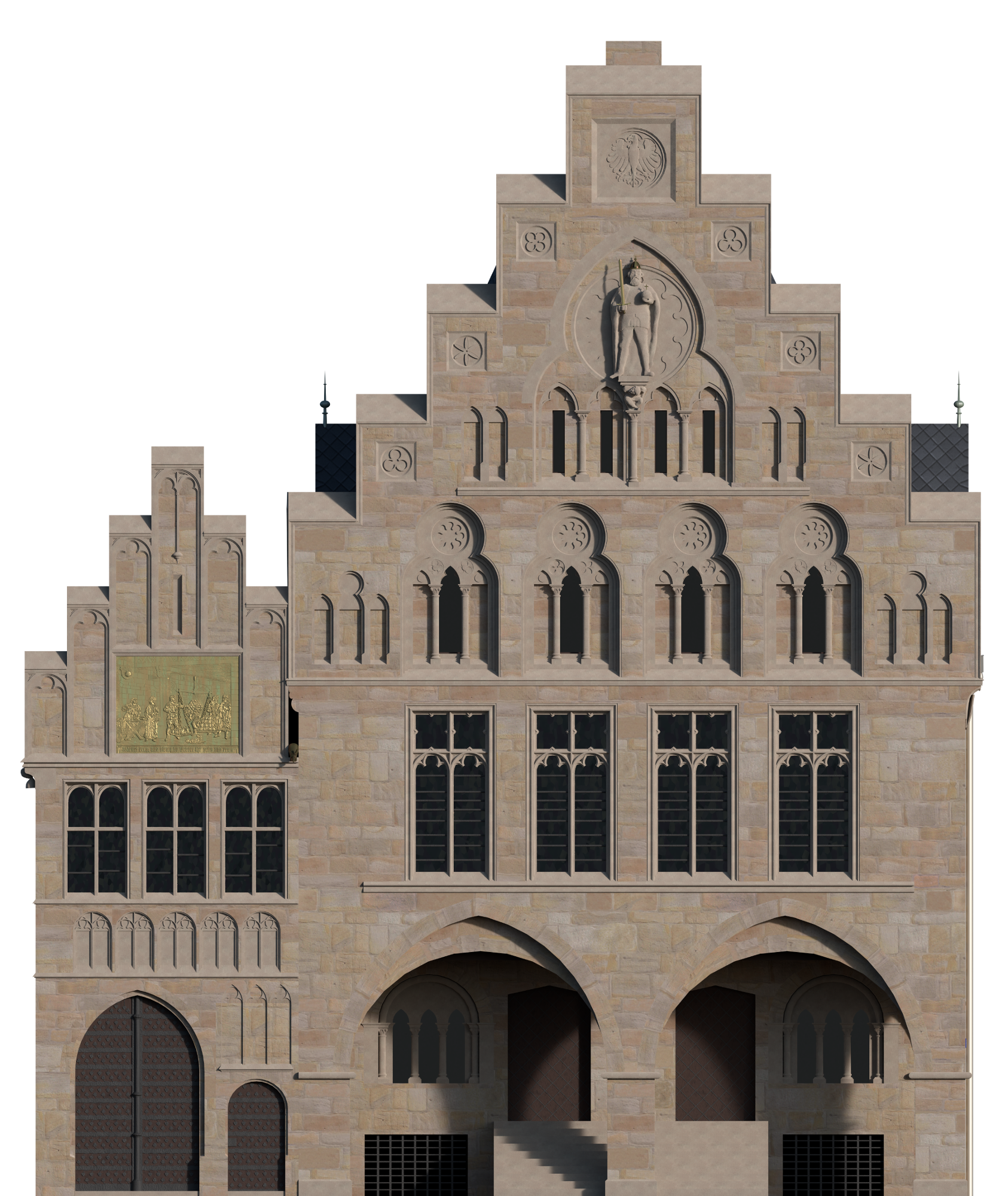
Marktseitiger Giebel nach dem Umbau von 1897–99

Die Restaurierung erfolgte in den Jahren 1897–1899 nach Plänen des Stadtbaurats Friedrich Kullrich. Im Rahmen seiner Wiederherstellung wurde das Haus mit einem Treppengiebel versehen, der dem von Mulher bekannten historischen Vorbild nachempfunden war und sich gut in das romanisch-gotische Gesamtbild des Gebäudes einfügte. Die historische Bausubstanz des Hauses blieb dabei erhalten, war jedoch größeren Eingriffen ausgesetzt. Das Innere wurde weitestgehend entkernt. Das wiederhergestellte Rathaus wurde am 11. August 1899 von Kaiser Wilhelm II. eingeweiht, der damals zur Eröffnung des Dortmunder Hafens und des Dortmund-Ems-Kanals in die Stadt kam. Die Kosten der Instandsetzung des historischen Rathauses wurden je zur Hälfte von privaten Spendern und von der Stadt Dortmund getragen.

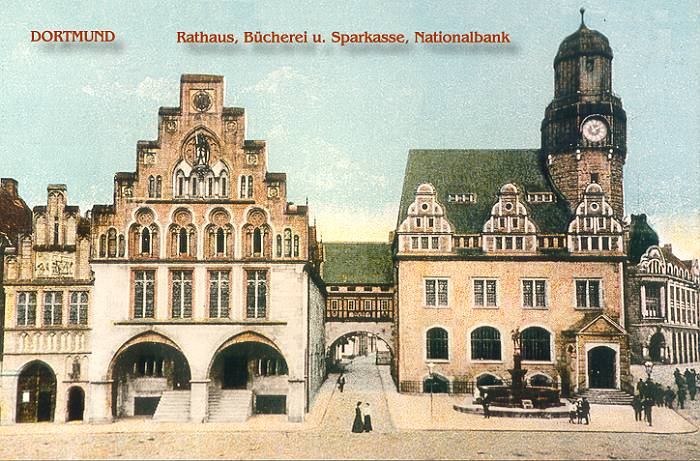
Rathaus und Sparkasse/Bücherei am Markt
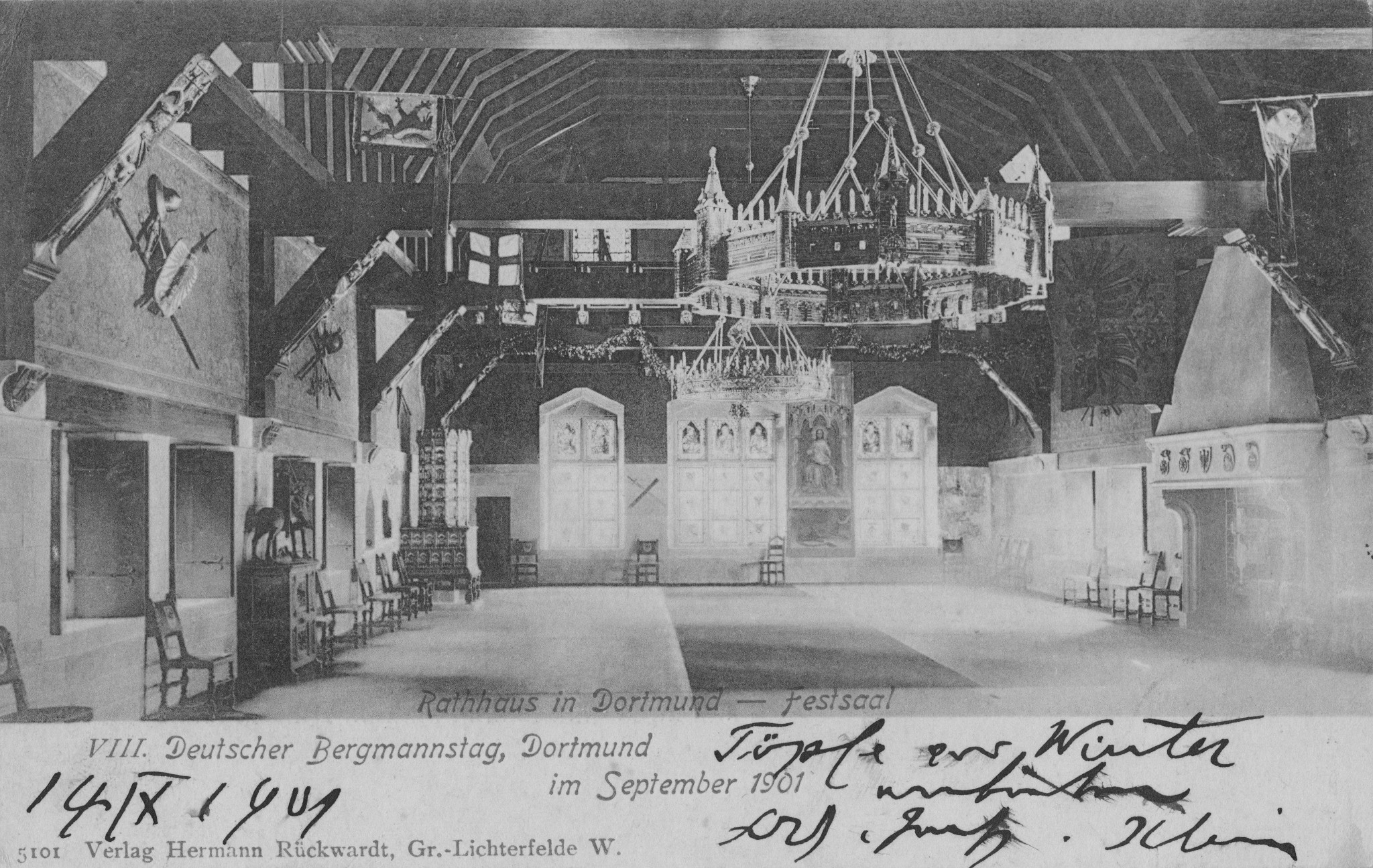
Ratssaal im Obergeschoss nach der Renovierung von 1897–99
Grundriss Erdgeschoss ab 1899

### Zerstörung und Abriss (1943–1955)

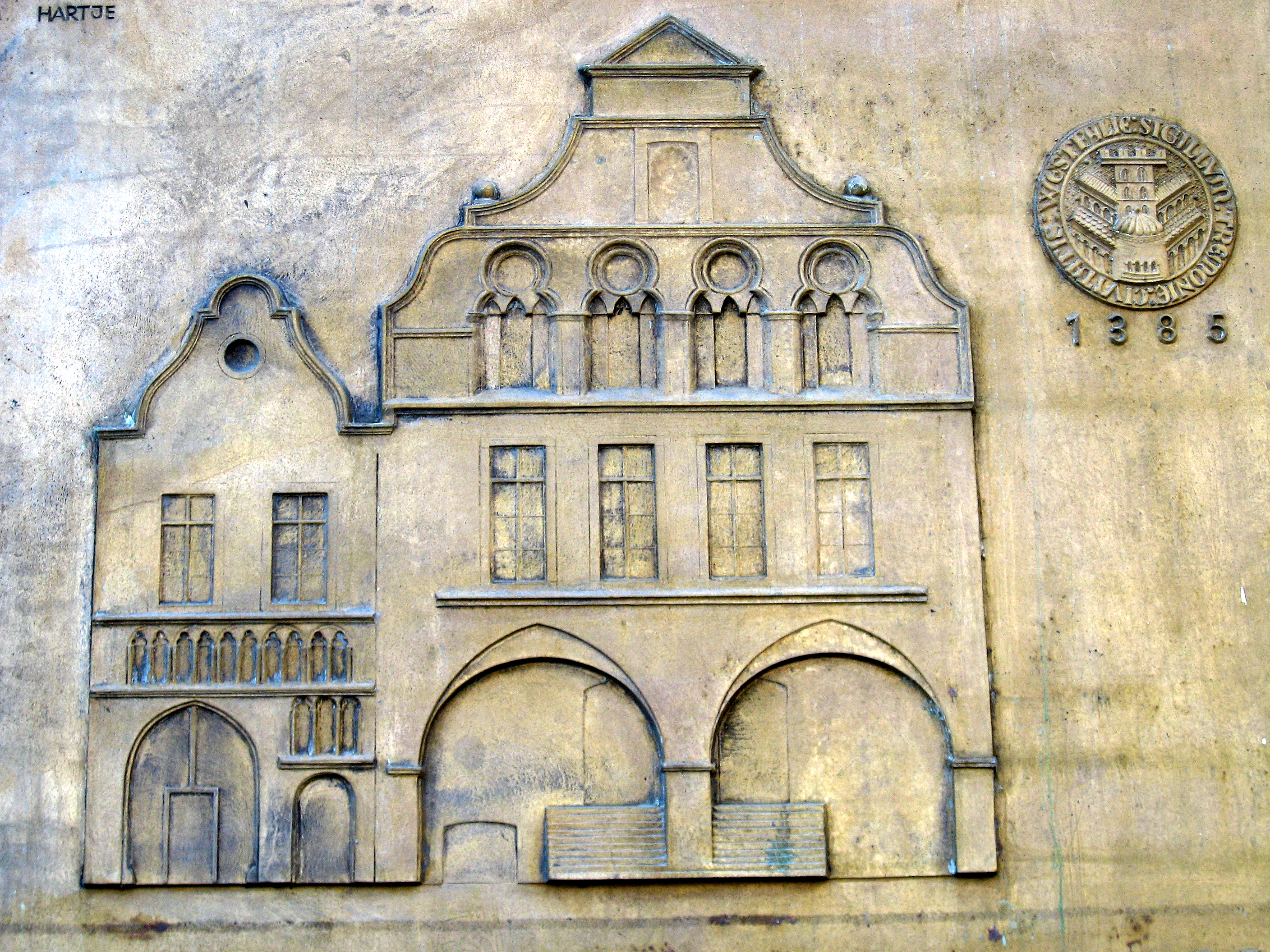
Gedenktafel für den Standort des Alten Rathauses an einem Geschäftshaus an der Südseite des Alten Marktes

1943/45 wurde das Gebäude bei mehreren Luftangriffen stark beschädigt. Obwohl es insgesamt noch in einem besseren Erhaltungszustand als etwa die Propsteikirche war, wurde auf einen Wiederaufbau verzichtet. Von den im Sommer 1947 ausgestellten Plänen zur Neugestaltung des Marktes wurde das Rathaus nicht in allen Fällen berücksichtigt. Insbesondere der zur Ausführung bestimmte Plan des Architekten Grund verzichtete auf das Gebäude. Die Bevölkerung wurde jedoch offenbar nicht über Details der Pläne informiert. Im November 1947 erfolgte dann ohne weitere Ankündigung der Abriss der noch stehenden Ost-, West- und Südwand durch die Stadtverwaltung. Als Grund wurde die drohende Einsturzgefahr angeführt. Der Abriss des Archivturms geschah unter Polizeischutz, da man eine Schatzkammer im Turm vermutete. Die beim Abriss gewonnenen Steine mussten seitens der Abrissfirma als Hausteine wiederaufbereitet werden. Sie wurden dann u. a. für den Wiederaufbau der Reinoldikirche verwendet. Einzelne Architekturteile verblieben im Besitz der Firma. Zwei der Kapitelle von 1899 wurden später an der Bibliothek am Durchgang zum Markt angebracht.
Der Historische Verein und viele Bürger Dortmunds protestierten gegen den Rathausabriss und setzten sich für einen Wiederaufbau ein. Dieser wurde, insbesondere durch den Baudezernenten Wilhelm Delfs, mit Verweis auf den neugotischen Giebel des 19. Jahrhunderts abgelehnt, der aus damaliger Sicht kein erhaltungswürdiges Denkmal gewesen sei. Ebenso wurde argumentiert, dass bei einer Wiederherstellung des Rathauses sich die restliche Bebauung am Markt ihm unterordnen müsste. Der Abbruch der letzten noch vorhandenen Reste des ältesten steinernen Rathauses nördlich der Alpen folgte ab dem 25. Mai 1955. An der Stelle des Alten Rathauses entstand eine Einkaufspassage, an deren Front heute eine Messingtafel an die untergegangene historische Stätte bürgerlicher Selbstverwaltung erinnert.

## Vorbildfunktion
Durch seine Funktion als Oberhof für Appellation wirkte das Dortmunder Rathaus als Vorbild für eine Reihe von Bauten in mit ihr verbundenen Städten. Ein wesentliches Merkmal für diese Verbindung ist dabei die für das Niedergericht genutzte Halle/Laube unter dem Hauptgiebel. Dieses Merkmal fehlt beispielsweise in Städten, die sich nach dem Soester Stadtrecht orientiert haben. Als Beispiele sind hier im Bereich des Dortmunder Oberhofs die ehemaligen Rathäuser von Bochum, Brakel, Herford, Kamen, Lübbecke, Lünen, Unna, Wattenscheid und Wesel zu nennen. Auch das Rathaus von Münster, obgleich ein eigener Oberhof, orientiert sich am Dortmunder Vorbild und wirkte seinerseits auf mit Münster verbundene Städte.
Darüber hinaus finden sich auch mögliche Verbindungen zu Rathausbauten des 14. Jahrhunderts im Gebiet östlich der Elbe, speziell in Ost- und Westpreußen. Aus klimatischen Gründen ist hier die Gerichtslaube aber immer als Halle ausgebildet. Als Ursache wird hier einerseits eine Verwandtschaft mit dem Dortmunder Stadtrecht angenommen. Andererseits gab es auch enge Verbindungen durch den Handel der Dortmunder Kaufleute und durch die wichtige Stellung Dortmunds in der Hanse.

## Wiederaufbaupläne

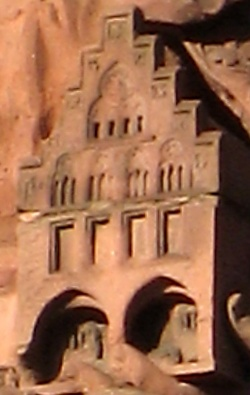
Darstellung des von Friedrich Kullrich gestalteten Treppengiebels des Alten Rathauses, als Modell in der Hand der Personifikation des Handels am Alten Stadthaus von 1899

Der Dortmunder Bürgermeister Willi Reinke begründete Mitte der 1970er Jahre eine Initiative zum Wiederaufbau des Alten Rathauses am Neuen Markt, dem heutigen Friedensplatz. Da das Alte Rathaus für die vielfältigen Aufgaben des Rates nicht groß genug war, entschied man sich am Ende schließlich zum Bau des modernen Dortmunder Rathauses. Der Vorschlag von CDU und FDP, das Alte Rathaus am historischen Standort am Alten Markt wieder aufzubauen, fand im Rat der Stadt keine Mehrheit. Die Initiative löste sich daraufhin auf.
Im Januar 2018 gründete sich eine Dortmunder Bürgerinitiative, die den Wiederaufbau des Alten Dortmunder Rathauses am Marktplatz vorantreiben will. Es soll die Kullrich-Fassung von 1899 umgesetzt werden, die bis zum Abriss 1955 Bestand hatte. Der Computerspezialist Christopher Jung fertigte einen virtuellen Rundgang über den Alten Markt in Dortmund in der Fassung von 1909 samt dem historischen Rathaus an. Schon den Umbau des historischen Rathauses 1897 bezahlten je zur Hälfte private Spender und die Stadt Dortmund.
Ein vergleichbares Beispiel ist die Weseler Bürgerinitiative, die 2011 die Rekonstruktion der gotischen Rathausfassade am Großen Markt von Wesel ermöglichte.